# 三遊亭五九楽
三遊亭 五九楽（さんゆうてい ごくらく、1961年7月20日 - ）は、埼玉県越谷市出身の落語家、五代目円楽一門会所属。本名∶藤原 亮。出囃子は『清正の虎退治』。

## 来歴
父は警察官（警視庁警視）だった。春日部市立谷原中学校では、落語研究部に所属。1979年3月に埼玉県立越ヶ谷高等学校を卒業した。
1981年10月、五代目三遊亭圓楽に入門。入門後は三遊亭楽太郎付きとなり、実質的に楽太郎一門の教育係として総領弟子のポジションを担っていた。『ちょび安』の名で初高座。
1984年10月、二ツ目に昇進。昭和59年に昇進したということで「五九楽」に改名した。
1992年3月に真打に昇進する。

## 芸歴
- 1981年10月∶五代目三遊亭圓楽に入門、前座名「ちょび安」。
- 1984年10月∶二ツ目昇進、「五九楽」に改名[2]。
- 1992年3月∶真打昇進。

## 人物
入門の際、父から猛反対を受け、説得するのに２年かかった。また、警察官である父は、息子の師匠となる圓楽の思想や逮捕歴などを調べ上げ、大丈夫だということで入門の許可を出した。
紙切り二代目林家正楽の長男三代目桂小南は春日部市立武里小学校で同級生だった。
スリムで顔が小さい。グリーンチャンネルで共演していた隣に座する女性キャスターが大きく見えないように後ろに下がって映っていたという。スリム過ぎる体型を本人も自覚しており、高座でのまくらは必ず『相変わらずの虚弱体質ですが～』で始まるが、至って健康体である。
2007年放送の中央競馬中継WEST内で、G1不的中記念として五九楽の手ぬぐい（岡部玲子のサイン入り）プレゼント企画があった。しかしこの企画に岡部は、「何でこんなのにサインしなくちゃいけないんですか」と嫌がっていたが、結局サインをし視聴者にプレゼントをした。だが五九楽と岡部のクラシックパークコンビのこの行為に「何を考えてるのですか。10万や100万の馬券が当たらなくてどうするのですか」と競馬ジャーナリストの芦谷有香（当時日曜午後WEST担当）が激怒した。

## 受賞歴
- 1988年・1989年　平成元年度、にっかん飛切落語会努力賞受賞。
- 1994年7月　国立演芸場花形演芸会銀賞を『船徳』にて受賞。

## メディア

### 出演番組
- グリーンチャンネル 中央競馬中継EAST MC（土曜日午後、- 2011年6月）
  - （BS-TBSではBS-i時代『中央競馬LIVE』にも映像が配信されていた）
- グリーンチャンネル 中央競馬全レース中継（土曜日午後、2011年7月 - 2012年12月）
- グリーンチャンネル  明日のレース分析→トラックマンTV司会（2010年から）
- グリーンチャンネル クラシックパークMC
- グリーンチャンネル  日本列島ダービーの旅（2017年7月7日 - ）
- 東京競馬場・中山競馬場内FM放送 Turf Sound Station キャスター

### 著書
- （株）中央競馬ピーアール・センター刊行『優駿』コラム（不定期）

### CM
- 明治乳業『シャブリ』（アイスクリーム）
- 日本香堂『青雲』